# 한재영 (법조인)
한재영(韓在永, 1930년 ~)은 부산고등법원장 등을 역임한 법조인이다.

## 생애
1930년 경상북도 청도군의 청주 한씨 집안에서 태어난 한재영은 대구사범학교를 졸업하고 제8회 고등고시 사법과에 합격하여 판사에 임용되었다.
1973년 4월 1일 대구지방법원에서 부장판사를 하다가 대구고등법원에서 부장판사를 하고 있을 때인 1981년 4월 20일에 법원장으로 승진하여 춘천지방법원에 임명되어대구지방법원장을 거쳐 1984년 7월 25일에 임명된 부산지방법원으로 재직하다가 1986년 4월 17일에 대구고등법원장에 임명되었으며, 이후 광주고등법원장을 거쳐 1988년 7월 20일에 임명된 부산고등법원장에 재직할 때인 1988년 9월 25일에 있었던 부산고등법원에 대한 국정감사에서 "구속영장 발부와 구속기간 연장 허가에 있어 최대한 신중을 기하겠다"고 하면서 "구속적부심과 보석신청을 기각할 때는 그 사유를 기재하겠다"고 했다.
1991년 1월 24일 대법원에 사직 의사를 밝힘으로서 부산고등법원장을 끝으로 법관을 마치고 변호사 개업했다.